# ريتا سليمان
ريتا سليمان (مواليد 1975) صحفية لبنانية تعمل في قناة العربية الحدث.

## سيرتها المهنية
هي الابنة الكبرى للرئيس اللبناني السابق ميشال سليمان وزوجته وفاء سليمان. درست طب الأسنان ثم الإعلام لتعمل بعدها في قناة العربية الحدث.

## حياتها الشخصية
متزوجة من المهندس الزراعي وسام بارودي منذ عام 2004 ولديها ثلاث أولاد: شوقي، شريف، ميشال.